# Henryk Debich

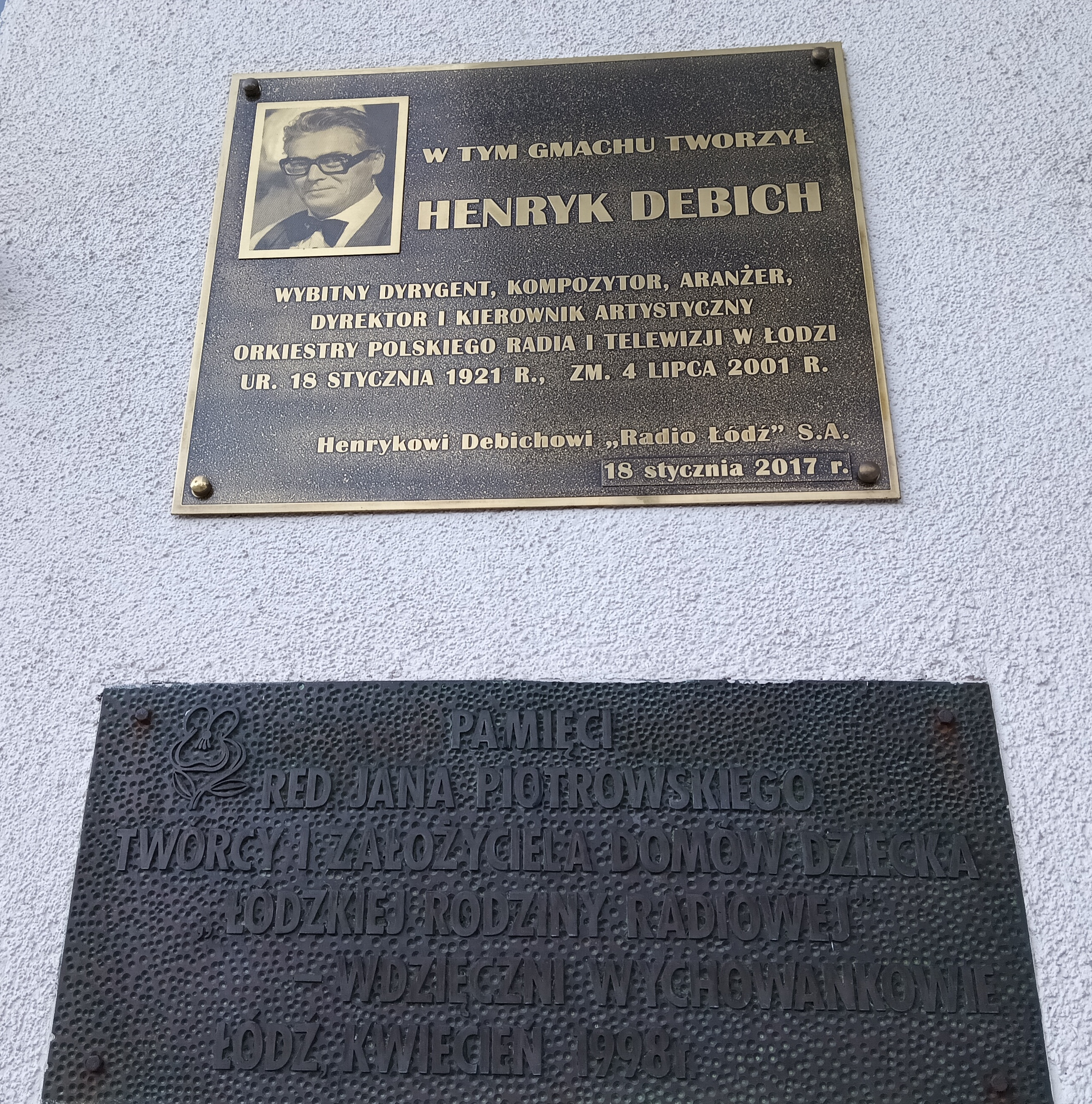
Tablica upamiętniająca Henryka Debicha przed wejściem do siedziby Radia Łódź

Henryk Debich (ur. 18 stycznia 1921 w Pabianicach, zm. 4 lipca 2001 tamże) – polski dyrygent i kompozytor, aranżer i pedagog.

## Życiorys
Urodził się w rodzinie muzycznej – jego ojciec, Bernard Debich (1892–1965), był kapelmistrzem zakładowej orkiestry w największej pabianickiej fabryce „Kruschego i Endera”, a po II wojnie światowej dyrygentem w Państwowej Wyższej Szkole Muzycznej w Łodzi u Włodzimierza Ormickiego, Bohdana Wodiczki oraz Tomasza Kiesewettera. Matka (Anna z domu Rymer), bracia i siostry śpiewali w chórach.
Korzenie rodziny Debichów sięgają Francji, gdzie w Burgundii mieszkała rodzina de Biche. Na przełomie XVIII i XIX wieku przedstawiciele francuskiej szlachty przeprowadzili się najpierw na Morawy, a następnie, w pierwszych latach XIX wieku osiedli na stałe w Pabianicach, gdzie pracowali w warsztatach tkackich.
Przed wojną pobierał prywatne lekcje gry na fortepianie. Ojciec nauczył go też gry na trąbce i puzonie. Ukończył studia na Wydziale Teorii, Kompozycji i Dyrygentury łódzkiej PWSM.
Prowadził własny zespół muzyczny (amatorski) Henio Jazz.
W czasie II wojny światowej aresztowany 16 maja 1940, w ramach dużej akcji łódzkiego Gestapo, skierowanej przeciwko młodzieży męskiej. Osadzony wraz z innymi w oczekiwaniu na transport w obozie przejściowym na Radogoszczu w Łodzi, stąd wraz z innymi wywieziony do obozu koncentracyjnego Dachau (tam otrzymał nr 11 934). Zwolniony po 1,5 roku, powrócił do Pabianic i zatrudnił się w Fabryce Maszyn Waldemara Kruschego. Z rozkazu Zygmunta Lubońskiego (Szare Szeregi) wyjechał w 1944 (?) do Freiwaldu, gdzie przebywał do końca wojny – współpracował z czeską organizacją podziemną.
Po wojnie podjął w latach 1946–49 pracę nauczyciela w pabianickiej szkole muzycznej i nawiązał współpracę z Polskim Radiem.
Był współzałożycielem, a od 1952 dyrygentem i kierownikiem artystycznym Orkiestry Rozrywkowej Polskiego Radia i Telewizji w Łodzi, którą prowadził do 1991 roku. Z orkiestrą tą nagrał ponad 50 płyt oraz muzykę do 20 filmów. Wieloletni kierownik muzyczny i dyrygent na festiwalach w Opolu, Sopocie, Kołobrzegu i Zielonej Górze. Specjalizował się w repertuarze rozrywkowym. Gościnnie dyrygował w różnych miastach Polski oraz za granicą. Dokonał wielu nagrań dla Polskiego Radia i Polskich Nagrań oraz „Filmu Polskiego”. Współpracował także z operą, filharmonią oraz Teatrem Muzycznym w Łodzi.
W latach 1954–1956 wykładowca łódzkiej PWSM. Jako dyrygent i aranżer współpracował z orkiestrami w Belgii, Czechosłowacji, Grecji, Holandii, na Kubie, w NRD, Portugalii, ZSRR. Zasiadał także w jury międzynarodowych konkursów piosenki, m.in. w Atenach, Bukareszcie, Dreźnie, Hawanie, Słonecznym Brzegu i Stambule.
Wraz z Orkiestrą Polskiego Radia i Telewizji w Łodzi wystąpił w 1978 roku na XIV Festiwalu Piosenki Radzieckiej w Zielonej Górze.
W latach 1986–1989 był członkiem Ogólnopolskiego Komitetu Grunwaldzkiego.
Jego wielką pasją było kolekcjonowanie zegarów.
Został pochowany 12 lipca 2001 roku w grobie rodzinnym na cmentarzu rzymskokatolickim w Pabianicach.
Latem 2011 roku jego rodzina przekazała kolekcję 245 pamiątek po dyrygencie (m.in. osobiste dokumenty, fotografie, afisze, programy koncertów, partytury, instrumenty muzyczne, nagrody) w darze dla Muzeum Miasta Pabianic.

## Nagrody i odznaczenia
- Złoty Krzyż Zasługi (1954)[10]
- Nagroda Miasta Łodzi w dziedzinie upowszechniania kultury (1972)[11]
- Medal „Za zasługi w rozwoju współpracy kulturalnej między Polską a Związkiem Radzieckim” przyznany przez ZG TPPR (1974)[12]
- Medal Pamiątkowy Festiwalu Piosenki Żołnierskiej w Kołobrzegu (1976)[13]
- nagroda „Bursztynowego Słowika” wręczona podczas XXXII Międzynarodowego Festiwalu Piosenki Sopot 1993 za całokształt działalności artystycznej (1993)
- Medal 70-lecia Polskiego Radia (1995)[2]
- „Diamentowa Batuta” od Łódzkiej Rozgłośni Polskiego Radia z okazji 50-lecia pracy artystycznej (1996)[14][15]

## Upamiętnienie
- Studio koncertowe S-1 Radia Łódź nosi od 23 października 2001 roku imię „Henryka Debicha”[16].
- Uchwałą nr XXXVII/988/16 Rady Miejskiej w Łodzi z dnia 16 listopada 2016 roku odcinkowi dotychczasowej ulicy Ludwika Krzywickiego na północ od ul. Narutowicza (obok siedziby Radia Łódź) nadano nazwę ulicy „Henryka Debicha” (uchwała weszła w życie 22 grudnia 2016)[17]. Uroczystość odsłonięcia tablicy z nazwą ulicy odbyła się 18 stycznia 2017 roku[18].
- Tablica pamiątkowa na frontowej, południowej ścianie budynku przy ul. Narutowicza 130 – siedziby Radia Łódź, ufundowana przez łódzką rozgłośnię, odsłonięta 18 stycznia 2017 roku[18][19].
- Tablica pamiątkowa na budynku byłej remizy strażackiej w Gomulinie (pow. piotrkowski), odsłonięta 20 listopada 2021 roku[20]
- Uchwałą nr LXXVII/755/24 Rady Miejskiej w Pabianicach z dnia 18 kwietnia 2024 r. nadano nowo powstającej ulicy nazwę „Henryka Debicha”[21].